# Belägringen av Landskrona
Belägringen av Landskrona utspelades under det Skånska kriget, där kung Kristian V erövrade den befästa staden Landskrona, som på den tiden hade Skånes starkaste försvarsverk. Då Landskrona låg bara en kort segeltur från Köpenhamn var det därför naturligt för danskarna att ha Landskrona som sitt huvudsakliga högkvarter.